# Klotilda Doda
Klotilda Doda také Clotilda, Chrothildis, Chrodechild, Chrodechild z Herstalu (cca 650? Herstal – 692) byla merovejská královna v letech 677 až 692, manželka franského krále Theudericha III.
Jejím otcem byl pravděpodobně domesticus Ansegisel a matkou později svatořečená Begga. Kolem roku 677 se provdala za krále Neustrie Theudericha III. Po jeho smrti v letech 690/91 byla zbývající rok života regentkou svého nezletilého syna Chlodvíka IV. Naposledy ji v této funkci potvrzuje interpolovaný dokument z května 692. Kromě Chlodvíka měla ještě mladšího syna Childeberta III., který se po smrti Chlodvíka stal jeho nástupcem. Je možné, že místo posledního odpočinku našla po boku svého manžela v klášteře Saint-Vaast v Arrasu.
Pokud je zahrnutý i uzurpátor Chlothar IV., nejsou známé žádné manželky následujících šesti posledních merovejských králů. Chlothilda je poslední merovejská královna známá podle jména a zdá se, že měla určitý vliv i jako regentka na svého nezletilého syna Chlodvíka.